# Battaglia di Okitanawate
La battaglia di Okitanawate (沖田畷の戦い?, Okitanawate no tatakai), nota anche come battaglia di Shimabara, fu combattuta il 3 maggio del 1584 tra le forze combinate dei clan Shimazu e Arima contro quelle del clan Ryūzōji.
Ryūzōji Takanobu era impegnato ad attaccare un certo numero di clan indipendenti vicini ai suoi territori, e nel 1582 attaccò il clan Arima, il cui capoclan, Arima Harunobu, chiese l'aiuto di Shimazu Yoshihisa. Yoshihisa mandò un esercito nel mese di dicembre nello stesso anno; tale esercito, però, si riorganizzò nel 1584, l'anno successivo, e a capo fu posto l'abile Shimazu Iehisa, fratello minore di Yoshihisa. Gli alleati posero Shimabara sotto assedio, e Takanobu marciò per proteggere il castello con il grosso del suo esercito.
Il 3 maggio, l'esercito Shimazu-Arima si trincerò nelle colline di Shimabara, e subì l'attacco dei Ryūzōji, ben armati di moschetti, anche quelli ad alto calibro. L'attacco sulle colline avvenne in tre colonne, una avanzante sulla strada, un'altra avanzante sopra le colline, e la terza vicino alla costa. Le colonne vennero però ostacolate dalle forze Arima, con i loro archibugi di grosso calibro montati sulle loro navi, e vennero distrutte quando gli Shimazu attirarono con successo i Ryūzōji in una falsa ritirata; nel massacro che ne seguì, lo stesso Ryūzōji Takanobu (invero già malato da tempo) cadde nella battaglia.